# Песма за Евровизију ’22
Песма за Евровизију ’22 (ПзЕ ’22) било је прво издање Песме за Евровизију, такмичења којим се бира представник Србије на Евровизији. Такмичење се састојало од две полуфиналне вечери, које су одржане 3. и 4. марта, као и финалне вечери одржане 5. марта. У полуфиналима се такмичило по 18 песама, од којих је из сваког по 9 прошло у финале. Резултати све 3 вечери су били одлучени комбинацијом гласова публике и жирија у омеру 50:50, тако што су публика и стручни жири доделили по један сет од 12, 10 и 8—1 поен за својих 10 омиљених песама. Победу на такмичењу је однела Констракта са песмом In corpore sano, пошто је победила и у гласању стручног жирија, и у гласању публике.

## Позадина

### Раскид сарадње са Мегатоном
У октобру 2021. године је објављено да Беовизија више неће бити коришћена за избор српског представника, након што је компанија Мегатон раскинула сарадњу са Радио-телевизијом Србије. Уместо ње, нови избор представника је био планиран под првобитним именом РТС такмичење за Песму Евровизије. Након завршетка објављеног конкурса, РТС је 17. децембра 2021. године објавио да је примио 150 валидних пријава за учешће, 60 више него 2020. године, што је и потврдио на својој Инстаграм страници намењеној за Песму Евровизије. Формат новог такмичења и учесници су објављени 14. јануара 2022. године. Назив новог избора српског представника за Песму Евровизије је Песма за Евровизију (ПзЕ).

## Формат и продукција
На веб-сајту РТС је, 28. септембра 2021. године, откривен правилник такмичења, као и правила конкурса. Сви извођачи који су се пријавили су морали да имају 16 година 1. маја 2022. године и да буду држављани Републике Србије. Текстови песама су смели да буду само на званичним језицима Србије. Све пријаве су морале да садрже податке о ауторима и извођачима, назив песме, текст песме, биографије, фотографије, податке о фонограму, податке о друштвеним мрежама, контакт адресу, број телефона и имејл адресу. Морала је да се достави завршена песма, као и матрице са и без пратећих вокала. Такође је откривено да РТС има право да откаже национално финале у случају да епидемијске мере владе Србије онемогуће одржавање финала.
Оливера Ковачевић, уредница Забавног програма РТС-а је открила у октобру 2021. године да је формат зависио од квалитета пристиглих песама, да ће бити одржане између две и четири полуфиналне вечери и да ће учествовати до 36 такмичарских песмама. Листа извођача је откривена 14. јануара 2022. године.
Дана 13. јануара 2022. године откривено је на друштвеној мрежи Twitter, да ће се 36 песама такмичити. Пар сати касније, 14. јануара 2022. године, објављено је да ће се такмичење одржати 3, 4. и 5. марта 2022. године, кроз два полуфинала и финале.

### Гласање
Сваке вечери, жири и публика додељују по један сет који чини 12, 10 и 8—1 поен за својих 10 омиљених песама. У полуфиналима, 9 песама које су оствариле најбољи резултат пролазе у финале. У финалу, песма са највише поена после сабирања поена публике и жирија је победник. У случају нерешеног резултата, она песма која је имала више поена публике је завршила са бољим резултатом. У случају да две или више песама имају исти број поена жирија, она песма која је имала више 12 поена је завршила са бољим резултатом. Ако је резултат и даље нерешен, процес се понавља са 10 поена. Процес се понавља са свим поенима ка наниже, све док изједначење није решено. У случају да се изједначење не може преломити на овај начин, редослед којим је председник жирија оценио ове песме се користи да се изједначење преломи. Ако председник жирија није гласао ни за једну од песама у изједначењу, мора писмено да се изјасни о њиховом пласману одмах по добијеним резултатима жирија.

### Продукција
Песма за Евровизију '22 је била у продукцији SkyMusic и РТС-а. Менаџмент РТС je објавио да је за такмичење одвојен буџет од 233.000 €, а да је потрошено 277.000 €.

### Водитељи
Водитељи програма су били Драгана Косјерина и Јован Радомир на главној позорници, а Стефан Поповић и Кристина Раденковић су били домаћини зелене собе.

### Разгледнице
Разгледнице су кратки клипови које се приказују пре сваког наступа како би се сцена припремила за наступ. За разгледнице Песме за Евровизију, сви такмичари су изводили липсинк неке песме из евровизијске историје.
- Ана Станић —  2009 (Александер Рибак — Fairytale)
- Angellina —  2021 (Go A — Shum)
- Аца Лукас —  2010 (Јоргос Алкајос — Opa)
- Бане Лалић и МВП —  1990 (Тото Кутуњо — Insieme: 1992)
- Бибер —  1976 (Brotherhood of Man — Save Your Kisses For Me)
- Бојана Машковић —  2013 (Моје 3 — Љубав је свуда)
- —  2019 (Данкан Лоренс — Arcade)
- ВИС Лимунада —  1958 (Доменико Модуњо — Volare)
- Душан Свилар —  2015 (Монс Селмерлев — Heroes)
- Гифт —  2006 (Lordi — Hard Rock Hallelujah)
- Gramophonedzie —  2021 (Daði & Gagnamagnið — 10 Years)
- Еутерпа —  2010 (InCulto — Eastern European Funk)
- Борис Суботић —  2017 (Жак Худек — My Friend)
- Зејна —  2017 (Салвадор Собрал — Amar Pelos Dois)
- Зое Кида —  2008 (Себастијан Телије — Divine)
- Зорја —  2021 (Hurricane — Loco Loco)
- Ивана Владовић и Јована Станимировић —  2005 (Wig Wam — In My Dreams)
- Ивона —  2012 (Лорен — Euphoria)
- Игор Симић —  2008 (Лака — Покушај)
- Јелена Пајић —  2007 (Марија Шерифовић — Молитва)
- Јулија —  2004 (Руслана — Wild Dances)
- Јулијана Винцан —  2010 (Сакис Рувас — Shake It)
- Констракта —  2014 (Кончита Вурст — Rise Like a Phoenix)
- Лифт —  2010 (Sunstroke Project и Оља Тира — Run Away)
- Марија Микић —  2007 (Верка Сердјучка — Dancing Lasha Tumbai)
- Марија Мирковић —  2005 (Елена Папаризу — My Number One)
- Марко Николић —  1987 (Џони Логан — Hold Me Now)
- Миа —  2021 (Måneskin — Zitti e buoni)
- Наива —  2019 (Кејт Милер-Хајтки — Zero Gravity)
- Оркестар Александра Софронијевића —  1990 (Azúcar Moreno — Bandido)
- Rocher Etno Band —  2004 (Жељко Јоксимовић — Лане моје)
- Сара Јо —  2019 (Мамуд — Soldi)
- Сања Богосављевић —  2011 (Нина — Чаробан)
- Срђан Лазић —  1991 (Беби Дол — Бразил)
- Тијана Дапчевић —  2019 (Тамара Тодевска — Proud)
- Chegi и Браћа Блуз бенд —  1974 (ABBA — Waterloo)

## Учесници
Званична листа учесника на избору за Песма за Евровизију 2022. je откривена 14. јануара 2022. године.
Принц од Врање (који је требало да изведе песму Љуби свог човека) је 19. јануара објавио да се повукао са такмичења, а 21. јануара је објављено да је Тијана Дапчевић, која је представљала Северну Македонију на Песми Евровизије 2014, заузела његово место са песмом Љуби, љуби довека. РТС је објавио, 14. фебруара 2022. године, да се Гоца Тржан повлачи са такмичења због здравствених проблема и да су њено место заузели Chegi и Браћа Блуз бенд са песмом Девојко са пламеном у очима, пошто су били на 37. месту на целокупном конкурсу према оценама селекционе комисије.
Такмичарске песме су објављене на званичном YouTube каналу РТС-а за Евровизију 8. фебруара 2022. године.
Легенда:
  Повучен учесник
  Заменски учесник
| Извођач                              | Песма                              | Музика и текст                                                   |
| ------------------------------------ | ---------------------------------- | ---------------------------------------------------------------- |
| Angellina                            | Оригами                            | Марко Кон Огњен Јованов Анђела Вујовић Angellina                 |
| Ана Станић                           | Љубав без додира                   | Војислав Драговић Ана Станић                                     |
| Аца Лукас                            | Оскар                              | Саша Николић Мира Мијатовић                                      |
| Бане Лалић и                         | Ту где је љубав ту не постоји мрак | Бане Лалић                                                       |
| Бојана Машковић                      | Дама                               | Душан Крсмановић Ален Душ                                        |
| Бибер                                | Две године и шес’ дана             | Растко Аксентијевић Момчило Бајагић Бајага                       |
| Борис Суботић                        | Врати ми                           | Борис Суботић                                                    |
|                                      | Знаш ли                            | Василије Чолан VascoАнђела Вујовић Angellina Марко Кон                |
| ВИС Лимунада                         | Песма љубави                       | Миодраг Нинић                                                    |
| Гифт                                 | Хаос                               | Јован Матић Оливера Будошан Лука Пулетић Жарко Дунић Живко Грчић |
| [ б ]                                | Почињем да лудим                   | Марко Милићевић Ивана Поповић                                    |
| Гоца Тржан                           | Фитиљ                              | Душан Бачић                                                      |
| Душан Свилар                         | Само не реци да волиш              | Растко Аксентијевић Момчило Бајагић Бајага                       |
| Еутерпа                              | Недостајеш                         | Борис Крстајић Владимир Даниловић                                |
| Зорја                                | Зорја                              | Зорја Пајић Лазар Пајић                                          |
| Зејна Муркић                         | Нема те                            | Владо Мараш Сања Перић                                           |
| Зое Кида                             | Бејби                              | Зое Кида (Ана Радоњић)                                           |
| Игор Симић                           | То нисам ја                        | Дарко Димитров Владимир Даниловић                                |
| Ивона                                | Знам                               | Ивона Пантелић                                                   |
| Ивана Владовић и Јована Станимировић | Пријаће ти                         | Иван Илић Никола Бујатовић                                       |
| Јелена Пајић                         | Погледи                            | Маријо Пајић Ђорђе Миљеновић                                     |
| Јулија                               | Брзина                             | Ненад Ћеранић                                                    |
| Јулијана Винцан                      | Истина и лажи                      | Линда Кристина Персон Улва Кристина Персон Вилдана Хусибеговић   |
| Констракта                           | In corpore sano                    | Ана Ђурић Милован Бошковић                                       |
| Лифт                                 | Драма                              | Милан Станковић SevdahBABYЛифт                                             |
| Марија Микић                         | Љубав ме инспирише                 | Милош Вуксановић VuxaМиладин Богосављевић                            |
| Марија Мирковић                      | Пожури, пожури                     | Марија Мирковић Алка Вуица                                       |
| Марко Николић                        | Дођи да те волим                   | Марко Николић Нада Бучевић                                       |
| Mиа                                  | Бланко                             | Александра Милутиновић                                           |
| Наива                                | Скидам                             | Зоран Бабовић Бабоња Јелена Живановић (Јелена Зана)              |
| Оркестар Александра Софронијевића    | Анђеле мој                         | Александар Софронијевић Никола Лабовић Мирна Кошанин             |
|                                      | Хајде сад нек’ свак пева           | Миодраг Клисарић                                                 |
| Сања Богосављевић                    | Приђи ми                           | Илија Антоновић                                                  |
| Сара Јо                              | Мушкарчина                         | Слободан Вељковић CobyБојана Вунтуришевић                            |
| Срђан Лазић                          | Тражим те                          | Срђан Лазић                                                      |
| Стефан Здравковић (Принц од Врање)   | Љуби свог човека                   | Леонтина Пат                                                     |
| Тијана Дапчевић                      | Љуби, љуби довека                  | Леонтина Пат                                                     |
| Chegi и Браћа Блуз бенд              | Девојко с пламеном у очима         | Жељко Чегањац Стефан Чегањац Душан Чегањац                       |

## Ток такмичења

### Полуфинала
Чланови жирија у полуфиналима су били:
- Жељко Васић — певач и композитор
- Тијана Милошевић — виолинисткиња и професор доцент на Факултету музичких уметности
- Војислав Аралица — музички продуцент и аранжер
- Тијана Богићевић — певачица, представница Србије на Песми Евровизије 2017.
- Биљана Крстић — председница жирија, вокал и предводница групе Бистрик

#### Прво полуфинале
Прво полуфинале одржано је 3. марта 2022. године. Девет песама се пласирало у финале. Детаљни резултати полуфинала су објављени након финала.
Легенда:
  Квалификовани
| #  | Извођач(и)        | Песма                               | Жири    | Жири  | Телегласање | Телегласање | Укупно | Пласман |
| #  | Извођач(и)        | Песма                               | Гласови | Поени | Гласови     | Поени       | Укупно | Пласман |
| -- | ----------------- | ----------------------------------- | ------- | ----- | ----------- | ----------- | ------ | ------- |
| 1  | Сања Богосављевић | Приђи ми                            | 9       | 1     | 499         | 0           | 1      | 13.     |
| 2  | ВИС Лимунада      | Песма љубави                        | 0       | 0     | 823         | 0           | 0      | 14.     |
| 3  | Зорја             | Зорја                               | 46      | 10    | 5518        | 12          | 22     | 1.      |
| 4  | Бојана Машковић   | Дама                                | 3       | 0     | 338         | 0           | 0      | 14.     |
| 5  | Борис Суботић     | Врати ми                            | 0       | 0     | 1976        | 5           | 5      | 10.     |
| 6  | Ивона             | Знам                                | 19      | 4     | 1072        | 2           | 6      | 9.      |
| 7  | Бане Лалић и      | Ту где је љубав, ту не постоји мрак | 5       | 0     | 901         | 0           | 0      | 14.     |
| 8  |                   | Оригами                             | 21      | 5     | 1693        | 3           | 8      | 7.      |
| 9  | Ана Станић        | Љубав без додира                    | 32      | 7     | 650         | 0           | 7      | 8.      |
| 10 | Јулија            | Брзина                              | 0       | 0     | 584         | 0           | 0      | 14.     |
| 11 | Аца Лукас         | Оскар                               | 28      | 6     | 2936        | 6           | 12     | 3.      |
| 12 | Констракта        | In corpore sano                     | 60      | 12    | 4750        | 8           | 20     | 2.      |
| 13 | Игор Симић        | То нисам ја                         | 0       | 0     | 1056        | 1           | 1      | 12.     |
| 14 | Миа               | Бланко                              | 8       | 0     | 388         | 0           | 0      | 14.     |
| 15 | Јелена Пајић      | Погледи                             | 9       | 2     | 610         | 0           | 2      | 11.     |
| 16 | Бибер             | Две године и шес’ дана              | 40      | 8     | 1953        | 4           | 12     | 4.      |
| 17 | Марија Микић      | Љубав ме инспирише                  | 10      | 3     | 4412        | 7           | 10     | 6.      |
| 18 | Лифт              | Драма                               | 0       | 0     | 5020        | 10          | 10     | 5.      |

| #  | Песма                               | Ж. Васић | Т. Милошевић | В. Аралица | Т. Богићевић | Б. Крстић | Укупно | Поени |
| -- | ----------------------------------- | -------- | ------------ | ---------- | ------------ | --------- | ------ | ----- |
| 1  | Приђи ми                            | 1        | 2            | 3          | 1            | 2         | 9      | 1     |
| 2  | Песма љубави                        |          |              |            |              |           | 0      | 0     |
| 3  | Зорја                               | 6        | 10           | 10         | 10           | 10        | 46     | 10    |
| 4  | Дама                                |          |              |            |              | 3         | 3      | 0     |
| 5  | Врати ми                            |          |              |            |              |           | 0      | 0     |
| 6  | Знам                                | 5        | 3            | 7          |              | 4         | 19     | 4     |
| 7  | Ту где је љубав, ту не постоји мрак | 3        |              | 2          |              |           | 5      | 0     |
| 8  | Оригами                             |          | 4            | 4          | 7            | 6         | 21     | 5     |
| 9  | Љубав без додира                    | 8        | 6            | 6          | 5            | 7         | 32     | 7     |
| 10 | Брзина                              |          |              |            |              |           | 0      | 0     |
| 11 | Оскар                               | 7        | 7            | 5          | 4            | 5         | 28     | 6     |
| 12 | In corpore sano                     | 12       | 12           | 12         | 12           | 12        | 60     | 12    |
| 13 | То нисам ја                         |          |              |            |              |           | 0      | 0     |
| 14 | Бланко                              |          |              |            | 8            |           | 8      | 0     |
| 15 | Погледи                             | 2        | 5            |            | 2            |           | 9      | 2     |
| 16 | Две године и шес’ дана              | 10       | 8            | 8          | 6            | 8         | 40     | 8     |
| 17 | Љубав ме инспирише                  | 4        | 1            | 1          | 3            | 1         | 10     | 3     |
| 18 | Драма                               |          |              |            |              |           | 0      | 0     |

#### Друго полуфинале
Друго полуфинале одржано је 4. марта 2022. године. Девет песама се пласирало за финале. Детаљни резултати полуфинала су објављени после финала.
Легенда:
  Квалификовани
| #  | Извођач(и)                           | Песма                       | Жири    | Жири  | Телегласање | Телегласање | Укупно | Пласман |
| #  | Извођач(и)                           | Песма                       | Гласови | Поени | Гласови     | Поени       | Укупно | Пласман |
| -- | ------------------------------------ | --------------------------- | ------- | ----- | ----------- | ----------- | ------ | ------- |
| 1  | Срђан Лазић                          | Тражим те                   | 12      | 3     | 444         | 0           | 3      | 12.     |
| 2  | Јулијана Винцан                      | Истина и лажи               | 2       | 0     | 1904        | 3           | 3      | 11.     |
| 3  | Марко Николић                        | Дођи да те волим            | 7       | 0     | 661         | 0           | 0      | 17.     |
| 4  | Зое Кида                             | Бејби                       | 29      | 6     | 2018        | 5           | 11     | 3.      |
| 5  | Оркестар Александра Софронијевића    | Анђеле мој                  | 12      | 4     | 1995        | 4           | 8      | 6.      |
| 6  | Chegi и Браћа Блуз бенд              | Девојко са пламеном у очима | 0       | 0     | 3727        | 10          | 10     | 4.      |
| 7  | Еутерпа                              | Недостајеш                  | 3       | 0     | 1265        | 1           | 1      | 15.     |
| 8  | Душан Свилар                         | Само не реци да волиш       | 26      | 5     | 1252        | 0           | 5      | 10.     |
| 9  | Ивана Владовић и Јована Станимировић | Пријаће ти                  | 9       | 1     | 551         | 0           | 1      | 16.     |
| 10 | Гифт                                 | Хаос                        | 54      | 12    | 2178        | 6           | 18     | 2.      |
| 11 | Зејна                                | Нема те                     | 36      | 8     | 595         | 0           | 8      | 7.      |
| 12 | Сара Јо                              | Мушкарчина                  | 54      | 10    | 5615        | 12          | 22     | 1.      |
| 13 | Марија Мирковић                      | Пожури, пожури              | 11      | 2     | 1148        | 0           | 2      | 14.     |
| 14 |                                      | Хајде сад нек’ свак’ пева   | 0       | 0     | 1771        | 2           | 2      | 13.     |
| 15 |                                      | Знаш ли                     | 0       | 0     | 899         | 0           | 0      | 17.     |
| 16 | Тијана Дапчевић                      | Љуби, љуби довека           | 35      | 7     | 940         | 0           | 7      | 9.      |
| 17 |                                      | Почињем да лудим            | 0       | 0     | 2482        | 8           | 8      | 5.      |
| 18 | Наива                                | Скидам                      | 0       | 0     | 2338        | 7           | 7      | 8.      |

| #  | Песма                       | Ж. Васић | Т. Милошевић | В. Аралица | Т. Богићевић | Б. Крстић | Укупно | Поени |
| -- | --------------------------- | -------- | ------------ | ---------- | ------------ | --------- | ------ | ----- |
| 1  | Тражим те                   | 1        | 3            |            | 4            | 4         | 12     | 3     |
| 2  | Истина и лажи               |          | 2            |            |              |           | 2      | 0     |
| 3  | Дођи да те волим            | 2        |              |            | 2            | 3         | 7      | 0     |
| 4  | Бејби                       | 4        | 8            | 7          | 5            | 5         | 29     | 6     |
| 5  | Анђеле мој                  | 5        | 1            | 4          |              | 2         | 12     | 4     |
| 6  | Девојко са пламеном у очима |          |              |            |              |           | 0      | 0     |
| 7  | Недостајеш                  |          |              | 3          |              |           | 3      | 0     |
| 8  | Само не реци да волиш       | 7        | 4            | 2          | 6            | 7         | 26     | 5     |
| 9  | Пријаће ти                  |          | 5            | 1          | 3            |           | 9      | 1     |
| 10 | Хаос                        | 10       | 12           | 12         | 8            | 12        | 54     | 12    |
| 11 | Нема те                     | 6        | 7            | 8          | 7            | 8         | 36     | 8     |
| 12 | Мушкарчина                  | 12       | 10           | 10         | 12           | 10        | 54     | 10    |
| 13 | Пожури, пожури              | 3        |              | 6          | 1            | 1         | 11     | 2     |
| 14 | Хајде сад нек’ свак’ пева   |          |              |            |              |           | 0      | 0     |
| 15 | Знаш ли                     |          |              |            |              |           | 0      | 0     |
| 16 | Љуби, љуби довека           | 8        | 6            | 5          | 10           | 6         | 35     | 7     |
| 17 | Почињем да лудим            |          |              |            |              |           | 0      | 0     |
| 18 | Скидам                      |          |              |            |              |           | 0      | 0     |

### Финале
Финале је било одржано 5. марта 2022. године. Укупно је осамнаест песама учествовало у финалу, а победник (Констракта) ће представљати Србију на Песми Евровизије 2022. године.
Чланови жирија у финалу су били:
- Драган Илић Илке — композитор
- Слободан Слоба Марковић — композитор и аранжер
- Уна Сенић — новинарка и радијска водитељка
- Владимир Николов — композитор
- Неда Украден — председница жирија, певачица

Легенда:
  Победник
| #  | Извођач(и)                        | Песма                       | Жири    | Жири  | Телегласање | Телегласање | Укупно | Пласман |
| #  | Извођач(и)                        | Песма                       | Гласови | Поени | Гласови     | Поени       | Укупно | Пласман |
| -- | --------------------------------- | --------------------------- | ------- | ----- | ----------- | ----------- | ------ | ------- |
| 1  | Наива                             | Скидам                      | 14      | 0     | 3.204       | 0           | 0      | 15.     |
| 2  | Оркестар Александра Софронијевића | Анђеле мој                  | 2       | 0     | 2.829       | 0           | 0      | 15.     |
| 3  | Гифт                              | Хаос                        | 11      | 0     | 3.208       | 1           | 1      | 13.     |
| 4  | Зејна                             | Нема те                     | 15      | 1     | 846         | 0           | 1      | 14.     |
| 5  | Тијана Дапчевић                   | Љуби, љуби довека           | 17      | 4     | 1.228       | 0           | 4      | 11.     |
| 6  | Лифт                              | Драма                       | 1       | 0     | 6.947       | 6           | 6      | 7.      |
| 7  |                                   | Почињем да лудим            | 10      | 0     | 2.444       | 0           | 0      | 15.     |
| 8  | Зорја                             | Зорја                       | 31      | 8     | 16.875      | 8           | 16     | 3.      |
| 9  | Аца Лукас                         | Оскар                       | 6       | 0     | 11.018      | 7           | 7      | 5.      |
| 10 | Зое Кида                          | Бејби                       | 20      | 5     | 4.030       | 2           | 7      | 6.      |
| 11 | Сара Јо                           | Мушкарчина                  | 46      | 10    | 21.253      | 10          | 20     | 2.      |
| 12 | Ана Станић                        | Љубав без додира            | 20      | 6     | 1.098       | 0           | 6      | 9.      |
| 13 | Бибер                             | Две године и шес’ дана      | 1       | 0     | 3.130       | 0           | 0      | 15.     |
| 14 | Angellina                         | Оригами                     | 20      | 7     | 5.273       | 3           | 10     | 4.      |
| 15 | Chegi и Браћа Блуз бенд           | Девојко са пламеном у очима | 0       | 0     | 6.145       | 5           | 5      | 10.     |
| 16 | Ивона                             | Знам                        | 15      | 3     | 2.169       | 0           | 3      | 12.     |
| 17 | Марија Микић                      | Љубав ме инспирише          | 15      | 2     | 5.683       | 4           | 6      | 8.      |
| 18 | Констракта                        | In corpore sano             | 46      | 12    | 44.459      | 12          | 24     | 1.      |

| #  | Песма                       | Илке | С. Марковић | У. Сенић | В. Николов | Н. Украден | Укупно | Поени |
| -- | --------------------------- | ---- | ----------- | -------- | ---------- | ---------- | ------ | ----- |
| 1  | Скидам                      | 3    | 4           | 2        | 4          | 1          | 14     | 0     |
| 2  | Анђеле мој                  |      |             |          |            | 2          | 2      | 0     |
| 3  | Хаос                        |      |             | 6        |            | 5          | 11     | 0     |
| 4  | Нема те                     | 4    | 2           |          | 2          | 7          | 15     | 1     |
| 5  | Љуби, љуби довека           | 2    | 8           | 3        |            | 4          | 17     | 4     |
| 6  | Драма                       | 1    |             |          |            |            | 1      | 0     |
| 7  | Почињем да лудим            |      |             | 10       |            |            | 10     | 0     |
| 8  | Зорја                       | 10   | 3           |          | 6          | 12         | 31     | 8     |
| 9  | Оскар                       |      |             |          |            | 6          | 6      | 0     |
| 10 | Бејби                       | 5    |             | 7        | 5          | 3          | 20     | 5     |
| 11 | Мушкарчина                  | 8    | 12          | 8        | 8          | 10         | 46     | 10    |
| 12 | Љубав без додира            | 6    | 7           | 4        | 3          |            | 20     | 6     |
| 13 | Две године и шес’ дана      |      | 1           |          |            |            | 1      | 0     |
| 14 | Оригами                     |      | 6           | 5        | 1          | 8          | 20     | 7     |
| 15 | Девојко са пламеном у очима |      |             |          |            |            | 0      | 0     |
| 16 | Знам                        |      | 5           |          | 10         |            | 15     | 3     |
| 17 | Љубав ме инспирише          | 7    |             | 1        | 7          |            | 15     | 2     |
| 18 | In corpore sano             | 12   | 10          | 12       | 12         |            | 46     | 12    |

## Остале награде

### ОГАЕ Србија
Удружење фанова Песме Евровизије у Србији — ОГАЕ Србија је доделило своју награду за „Најбољу композицију на фестивалу Песма за Евровизију ’22 према оцени чланова удружења". 
У конкуренцији су биле све песме које су се такмичиле на фестивалу, а награду је однела победничка песма In corpore sano коју изводи Констракта, са освојених 256 поена. Друго место, са 233 поена, припало је песми Мушкарчина коју је извела Сара Јо, док је треће место заузела Angellina и њена песма Оригами са освојених 143 поена. Ово гласање је уједно представљало и избор за српског представника на ОГАЕ такмичењу друге шансе. Српски представник на алтернативном евровизијском такмичењу 2022. године је Сара Јо с песмом Мушкарчина која је у пласману за награду ОГАЕ Србије била друга са 233 поена, као и на Песми за Евровизију.
Легенда:
  Победник гласања
  Представник на ОГАЕ друга шанса
| Извођач(и)   | Песма              | Поени | Пласман |
| ------------ | ------------------ | ----- | ------- |
| Констракта   | In corpore sano    | 256   | 1.      |
| Сара Јо      | Мушкарчина         | 233   | 2.      |
| Angellina    | Оригами            | 143   | 3.      |
| Зорја        | Зорја              | 130   | 4.      |
| Марија Микић | Љубав ме инспирише | 104   | 5.      |

## Преноси и гледаност
Све три вечери Песме за Евровизију 2022. су преношене на каналу РТС 1, на платформи РТС Планета, преко сајта rts.rs и на платформи YouTube. Финале се преносило и на Радио Београд 1
Пренос првог полуфинала је преко канала РТС1 пратило преко 1,4 милиона гледалаца, а додатних 200 хиљада је пратило пренос на Youtube-у. У пренос другог полуфинала се преко канала РТС1 укључило 1,6 милиона гледалаца. Финале је пратило више од 1,5 милиона гледалаца, а пренос финала на Youtube-у више од 400 хиљада људи.
| Такмичарско вече | Датум емитовања | Просечна гледаност | Укупна гледаност | Удео у гледности (У поређењу са Беовизијом 2020) | Реф.          |
| ---------------- | --------------- | ------------------ | ---------------- | ------------------------------------------------ | ------------- |
| Прво полуфинале  | 3. март 2022.   | 418.000            | 1.400.000        | 16,86% ( 2,31%)                                  | [ 33 ] [ 34 ] |
| Друго полуфинале | 4. март 2022.   | 429.000            | 1.600.000        | 17,55% ( 4,05%)                                  | [ 33 ] [ 35 ] |
| Финале           | 5. март 2022.   | 568.000            | 1.500.000        | 21,74% ( 1,16%)                                  | [ 33 ] [ 36 ] |

## Контроверзе

### Аца Лукас

#### Свађа са Оливером Ковачевић
На прес конференцији 1. марта, Аца Лукас је тврдио да уредница забавног програма РТС-а Оливера Ковачевић покушава да га саботира и спречи да победи на такмичењу, као и „да је најпопуларнији, има највеће шансе за добар пласман на Евровизији и да би му сви дали највише гласова". РТС је одговорио „да је непријатно изненађена лавином увреда, неутемељених оптужби, инсинуација и унижавања угледа њихове куће". Оливера Ковачевић је 4. марта објавила да ће, после завршетка такмичења подићи оптужницу против Лукаса за клевету и оценила да „пати од синдрома киселог грожђа". Њена изјава се и обистинила кад је у другој половини марта поднела дванаест тужби против Лукаса Првом основном суду и Вишем суду у Београду, што је у априлу исте године урадио и РТС против Лукаса и његовог менаџера Саше Мирковића.

#### Свађа са Бајагом
Током прве полуфиналне вечери такмичења, Аца Лукас је ушао у вербални сукоб са Момчилом Бајагићем Бајагом.
Ми смо се пријавили за ово такмичење из разлога, а нисмо знали да ће бити намештено. [...] Ставили сте старог, изгужваног Бајагу, који је страшан уметник, почео да глуми будалу, прича о политици насред фестивала, ја сам шокиран. [...] А мене и Бору Чорбу не може да види очима због наших ставова. Дигао ми је притисак на 300. Искулирао сам. После сам видео о чему се ради. Цела прича је да он мене испровоцира и изнервира. Бајага мора да промени дилера јер га је успавао.— Аца Лукас, 
Бајага је одговорио да није дошао да прича о политици, већ да подржи групу Бибер и Душана Свилара којима је писао песме за такмичење.

### Оптужбе за намештање
Певачица Маја Николић изјавила је још пре него што су песме које су изабране за такмичење објављене да је такмичење намештено да би победила Сара Јо. По завршетку такмичења, изјавила је да састав жирија био одређен на основу тога ко Аци Лукасу неће дати поене. Такође је изнела тврдњу да су „јој прослеђени докази да су фан групе великих српских извођача (Аце Лукаса, ње саме, Светлане Цеце Ражнатовић, Кије Коцкар, Аце Пејовића, Драгане Мирковић) гласале за Ацу Лукаса” и да „Констракта није могла да има највећи број гласова публике, јер је Аца Лукас имао више гласова од свих финалиста заједно.” Додала је и да „Сара није победила јер би било превише очигледно [да је намештено]”, као и да је Констракта случајно победила док су се Лукас и Сара Јо борили за победу.
После победе Констракте, Аца Лукас је изјавио „да је он прао ноге на бини, можда би победио", алудирајући на наступ Констракте током којег она пере руке. Такође је рекао да се више неће пријављивати на српски избор за Песму Евровизије „јер је намештен”.

## Награде и номинације
| Година | Награда               | Категорија       | Исход      | Реф.   |
| ------ | --------------------- | ---------------- | ---------- | ------ |
| 2023.  | Music Awards Ceremony | Музички фестивал | Номинација | [ 45 ] |

## Епилог
РТС је 28. априла приредио свечани испраћај победнице Песме за Евровизију ’22 и представнице Србије на Песму Евровизије 2022 у Торино. Свечаности су присуствовали бројни гости, међу којима су амбасадор Италије у Србији Карло Ло Кашо, уредница забавног програма Оливера Ковачевић и генерални директор РТС-а Драган Бујошевић, као и чланови ОГАЕ Србије, љубитељи такмичења, новинари и други.
Током преноса другог полуфинала Песме Евровизије, Констракта је објављена као десети финалиста и пласирала се у финале. Током жреба за финале, Констракта је жребана да наступи у другој половини финала. У финалу које је одржано 14. маја 2022, Констракта је добила 87 поена тј. једанаесто место у гласању жирија и 225 поена тј. четврто место у гласању публике. Свеукупно, Констракта је остварила 312 поена и пето место. После финала је откривено да се Србија пласирала из полуфинала као трећа.